# Жакобина-ду-Пиауи

Жакобина-ду-Пиауи на карте штата.

Жакобина-ду-Пиауи (порт. Jacobina do Piauí) — муниципалитет в Бразилии, входит в штат Пиауи. Составная часть мезорегиона Юго-восток штата Пиауи. Входит в экономико-статистический микрорегион Алту-Медиу-Канинде. Население составляет 5722 человек на 2010 год. Занимает площадь 1370,699 км². Плотность населения — 4,17 чел./км².

## Демография
Согласно сведениям, собранным в ходе переписи 2010 г. Национальным институтом географии и статистики (IBGE), население муниципалитета составляет:
| Полное население                               | Полное население                               | Полное население                               | Полное население                               | 5722  |
| ---------------------------------------------- | ---------------------------------------------- | ---------------------------------------------- | ---------------------------------------------- | ----- |
| в том числе:                                   | Городское население                            | 1024                                           | Процент городского населения, %                | 17,90 |
|                                                | Сельское население                             | 4698                                           | Процент сельского населения, %                 | 82,10 |
|                                                | Мужское население                              | 2904                                           | Процент мужского населения, %                  | 50,75 |
|                                                | Женское население                              | 2818                                           | Процент женского населения, %                  | 49,25 |
| Плотность населения, чел/км²                   | Плотность населения, чел/км²                   | Плотность населения, чел/км²                   | Плотность населения, чел/км²                   | 4,17  |
| Население муниципалитета в % к населению штата | Население муниципалитета в % к населению штата | Население муниципалитета в % к населению штата | Население муниципалитета в % к населению штата | 0,18  |

По данным оценки 2016 года, население муниципалитета составляет 5682 жителя.

## История
Город основан 29 апреля 1992 года. 

## Статистика
- Валовой внутренний продукт на 2003 год составляет 9 398 483,00 реалов (данные: Бразильский институт географии и статистики).
- Валовой внутренний продукт на душу населения на 2003 год составляет 1645,11 реалов (данные: Бразильский институт географии и статистики).
- Индекс развития человеческого потенциала на 2000 год составляет 0,570 (данные: Программа развития ООН).